# Pseuderesia beni
Pseuderesia beni är en fjärilsart som beskrevs av Henry Stempffer 1961. Pseuderesia beni ingår i släktet Pseuderesia och familjen juvelvingar. Inga underarter finns listade i Catalogue of Life.